# Internationale Gartenausstellung 2017
De Internationale Gartenausstellung 2017 (IGA 2017) is een internationale tuinbouwtentoonstelling die in 2017 in Berlijn werd gehouden. De tentoonstelling werd aangelegd in het tot 2017 geheten Erholungspark Marzahn dat rond de Kienberg lag. Na de sluiting van de tentoonstelling is dit park hernoemd naar Gärten der Welt.

## Geschiedenis
Het park is nog ten tijde van de DDR als Berliner Gartenschau aangelegd ter gelegenheid van het 750-jarig bestaan van de stad Berlijn in 1987. In 1991 werd het park hernoemd in Erholungspark Marzahn en vervolgens uitgebreid met diverse voorzieningen. Vanaf 2000 zijn er diverse tuinen naar Aziatische voorbeelden aangelegd en vanaf 2007 tuinen naar Europese voorbeelden. Sinds 2013 wordt het park omgebouwd ten behoeve van de IGA 2017.